# Міттельнкірхен
Міттельнкірхен (нім. Mittelnkirchen) — громада в Німеччині, розташована в землі Нижня Саксонія. Входить до складу району Штаде. Складова частина об'єднання громад Люге.
Площа — 7,02 км2. Населення становить 1110 ос. (станом на 31 грудня 2021).